# ویولینگ

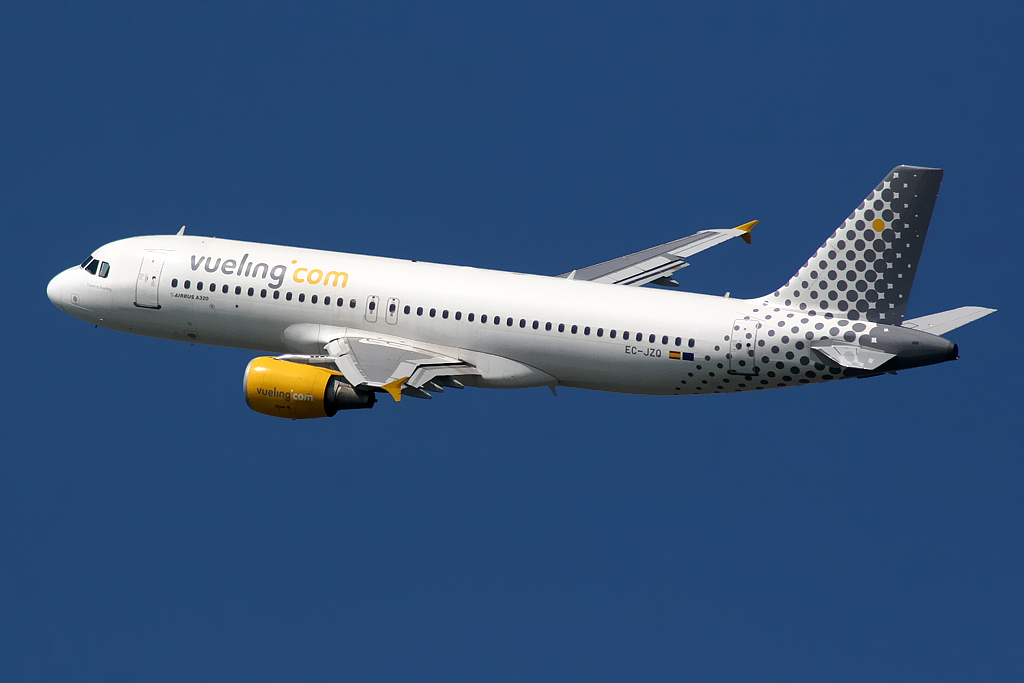
هواپیمای ایرباس ای۳۲۰ متعلق به شرکت ویولینگ

ویولینگ (به انگلیسی: Vueling) شرکت هواپیمایی اسپانیایی است که پایگاه اصلی آن در شهر ال پرات ده لیوبرگات در نزدیکی شهر بارسلون است.
این شرکت دارای ۱۳ دفتر مرکزی، در ۱۳ فرودگاه می‌باشد، که عبارتند از: فرودگاه لاکرونیا، فرودگاه اسخیپهول آمستردام، فرودگاه آلیکانته، فرودگاه بیلبائو، فرودگاه پره‌تولا، فرودگاه ایبیزا (اسپانیا)، فرودگاه مادرید-باراخاس، فرودگاه مالاگا، فرودگاه پالما دو مالروکا، فرودگاه اورلی، فرودگاه لئوناردو دا وینچی-فیومیچینو، فرودگاه سن پابلو و فرودگاه والنسیا. شرکت ویولینگ در طول سال مالی ۲۰۱۲ بیش از ۱۴٫۸ میلیون مسافر را جابجا نموده‌است.

## مقصدهای پروازی

### قرارداد نماد مشترک
ویولینگ با شرکت‌های هواپیمایی زیر قرارداد نماد مشترک دارد:
- بریتیش ایرویز
- کاتای پاسیفیک
- ایبریا ایرلاین
- هواپیمایی قطر